# L'Enquête (film, 1965)
Cet article concerne le film de Gordon Douglas. Pour le film de Tom Tykwer, voir L'Enquête.
Pour les articles homonymes, voir Enquête.
Pour plus de détails, voir Fiche technique et Distribution.
L'Enquête (Sylvia) est un film américain réalisé par Gordon Douglas, sorti en 1965.

## Fiche technique
- Titre original : Sylvia
- Réalisation : Gordon Douglas
- Scénario : Sydney Boehm, d'après le roman d'E.V. Cunningham
- Photographie : Joseph Ruttenberg
- Musique : David Raksin
- Montage : Frank Bracht
- Décors : Hal Pereira, Roland Anderson, Sam Comer et Arthur Krams
- Costumes : Edith Head
- Son : Harry Lindgren et John Wilkinson
- Pays de production :  États-Unis
- Format : Noir et blanc
- Durée : 115 minutes
- Genre : drame
- Affiche : Michel Landi (France)

## Distribution
- Carroll Baker : Sylvia
- George Maharis : Alan Macklin
- Joanne Dru : Jane Phillips
- Peter Lawford : Frederick Summers
- Viveca Lindfors : Irma Olanski
- Edmond O'Brien : Oscar Stewart
- Aldo Ray : Mr. Karoki
- Ann Sothern : Grace Argona
- Lloyd Bochner : Bruce Stanford III
- Paul Gilbert : Lola Diamond
- Jay Novello : le père Gonzales
- Nancy Kovack : Big Shirley
- Paul Wexler : Peter Memel
- Connie Gilchrist : Molly Baxter
- Gene Lyons : Gavin Cullen
- Anthony Caruso : Muscles

Acteurs non crédités :
- Jean Del Val : maître d'hôtel
- Gavin Gordon : majordome